# Monoblemma unicum
Espèce
Synonymes
- Monoblemma unica Gertsch, 1941

Monoblemma unicum est une espèce d'araignées aranéomorphes de la famille des Tetrablemmidae.

## Distribution
Cette espèce est endémique du Panama.

## Description
Le mâle holotype mesure 0,80 mm.

## Publication originale
- Gertsch, 1941 : Report on some arachnids from Barro Colorado Island, Canal Zone. American Museum Novitates, no 1146, p. 1-14 (texte intégral).